# 2002 FX6
2002 FX6, também escrito como 2002 FX6, é um objeto transnetuniano que está localizado no Cinturão de Kuiper, uma região do Sistema Solar. Este objeto é classificado como um provável cubewano. Ele possui uma magnitude absoluta de 6,9 e tem um diâmetro estimado com cerca de 183 km.

## Descoberta
2002 FX6 foi descoberto no dia 20 de março de 2002 pelos astrônomos B. Gladman, J. J. Kavelaars e A. Doressoundiram.

## Órbita
A órbita de 2002 FX6 tem uma excentricidade de 0,068 e possui um semieixo maior de 45,113 UA. O seu periélio leva o mesmo a uma distância de 42,042 UA em relação ao Sol e seu afélio a 48,185 UA.